# Erich Ollenhauer

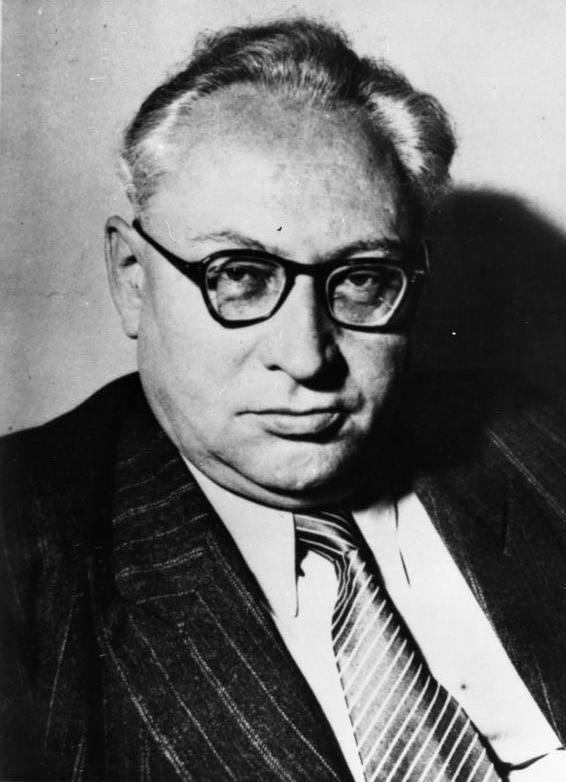
Erich Ollenhauer (1953)

Erich Ollenhauer, född 27 mars 1901 i Magdeburg, död 14 december 1963 i Bonn, var 1952-1963 ordförande för Tysklands socialdemokratiska parti (SPD).

## Biografi
Ollenhauer var 1920-1929 redaktör för tidskriften Arbeiter-Jugend, 1921-46 sekreterare i socialdemokratiska ungdomsinternationalen och 1928-1933 ordförande i Sozialistische Arbeiter-Jugend. Han lämnade 1933 år Tyskland och var ledamot av de tyska socialdemokratiska emigrant politikernas partistyrelse, till 1938 i Prag, därefter i Paris och från 1940 i London. Sedan maj 1946 var Ollenhauer vice ordförande i Tysklands socialdemokratiska parti (SPD) och sedan 1949 ledamot av förbundsdagen. 1952 efterträdde han Kurt Schumacher som ordförande för SPD.
Ollenhauer var en skicklig partifunktionär men förlorade i betydelse efter socialdemokraternas valnederlag 1953 och 1957. 